# Boggle

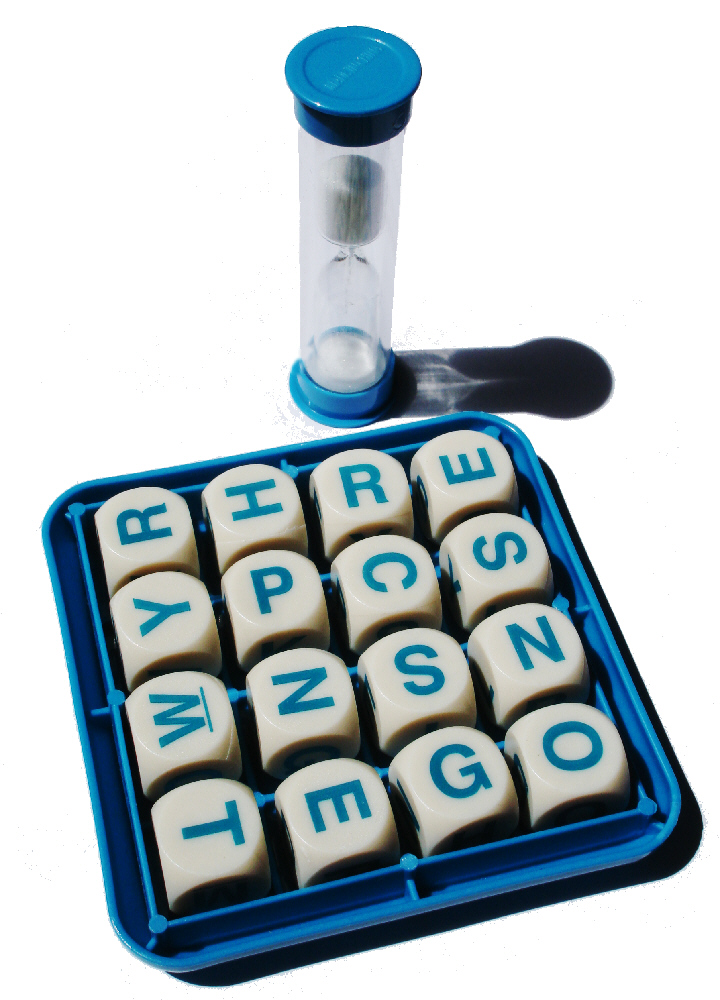
Boggle

El Boggle es un juego de mesa diseñado por Allan Turoff y fabricado por la casa Hasbro y Parker Brothers. Está formado por un cubo que contiene dieciséis dados con letras en sus caras. Al mezclarlos, queda una combinación única de letras. Los participantes tienen tres minutos para formar el máximo de palabras posible. Cada palabra tiene que estar formada por dados adyacentes. No se permiten prefijos, argot ni siglas pero sí cualquier forma verbal o plurales. Las palabras repetidas entre los diversos jugadores no puntúan. Cuanto más larga es una palabra, más puntos. Al principio del juego se decide cuántas rondas se harán para decidir al ganador. No hay límite de jugadores posibles.
Otras versiones del Boggle incluyen varios videojuegos y el MasterBoggle, con 25 dados.

## Anecdotario
- En el cuarto episodio de Felicity, Felicity y Noel juegan Boggle antes de besarse y ser sorprendidos por Meghan.
- En el primer episodio de la primera temporada de The Big Bang Theory, Leonard y Sheldon mencionan que juegan al Boggle, pero en el idioma klingon. También en el capítulo 13 de la primera temporada hacen referencia al Boggle con el escritor Noah Webster. En el séptimo episodio de la segunda temporada, Leonard, Sheldon, Howard y Rajesh aparecen jugando en dicho idioma.

- En el capítulo 15 de la segunda temporada de Gossip Girl, Jenny invita a Dan a jugar al Boggle.

- En el episodio 22 de la segunda temporada de Friends, Monica les pide a Joey y Chandler que bajen el volumen de la música ya que en su departamento están tratando de jugar Boggle.

- En el episodio 6 de la decimotercera temporada de Los Simpson se ve a Lisa jugando Boggle online, mismo que le ayuda a estar relajada antes de escribir un libro personal.

- En la película The First Time (película de 2012), Dave y Aubrey hablan de jugar al Boggle mientras se besan.

- En el capítulo 14 de la quinta temporada de Gilmore Girls, Paris le pide a Rory jugar una partida luego de que Rory la haya despertado y desvelado completamente.

- En el capítulo 14 de la decimocuarta temporada de Padre de Familia Peter propone a Brian jugar al Boggle.

- El capítulo 9 de la primera temporada de King of the Hill (Los Reyes de la colina en Hispanoamérica) gira alrededor de la participación de Peggy en un campeonato de Boggle en Dallas, Texas.
- En el capítulo 20 de la quinta temporada de El ala oeste de la Casa Blanca, cuando el presidente Bartlet es puesto en cuarenta junto a su secretaria Deborah Fiderer y su adjunto Charlie, éste coge un Boggle para jugar y la secretaria dice al presidente "si compraron el Boggle podían haber comprado una baraja".